# Thiên nga lớn

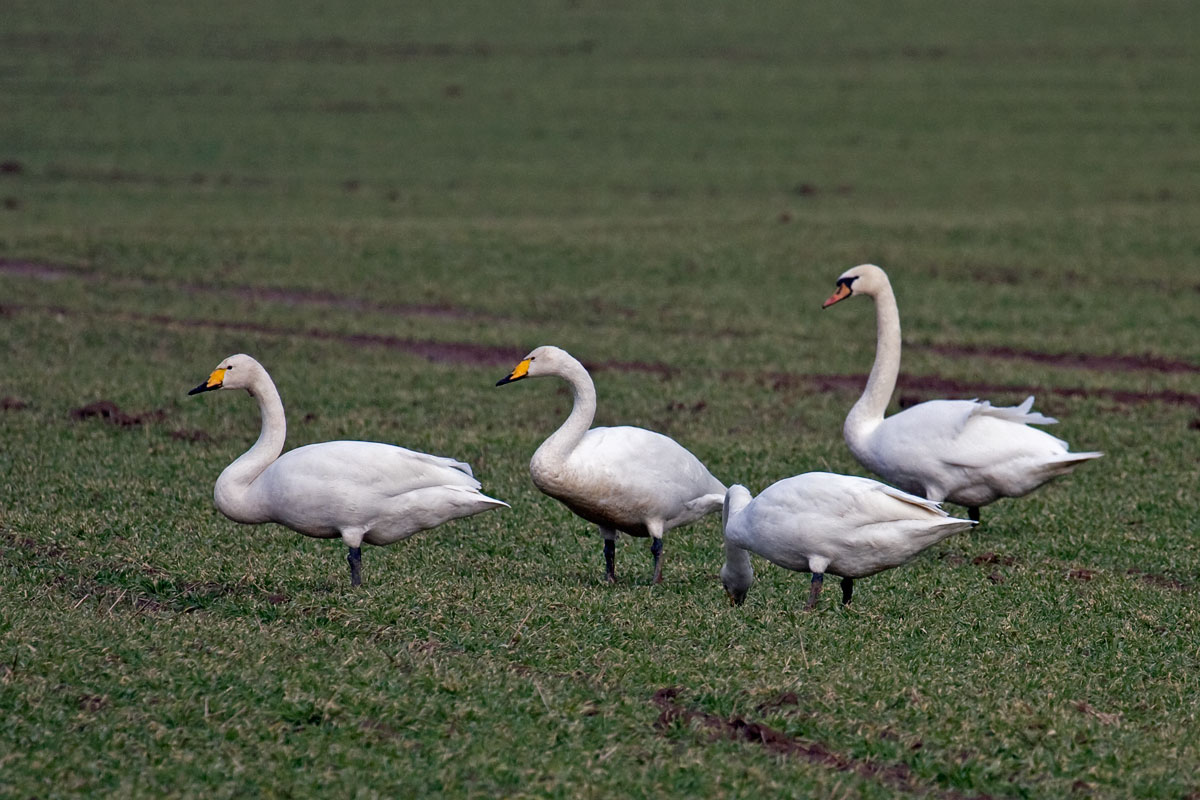
Ba con thiên nga lớn và một con thiên nga trắng

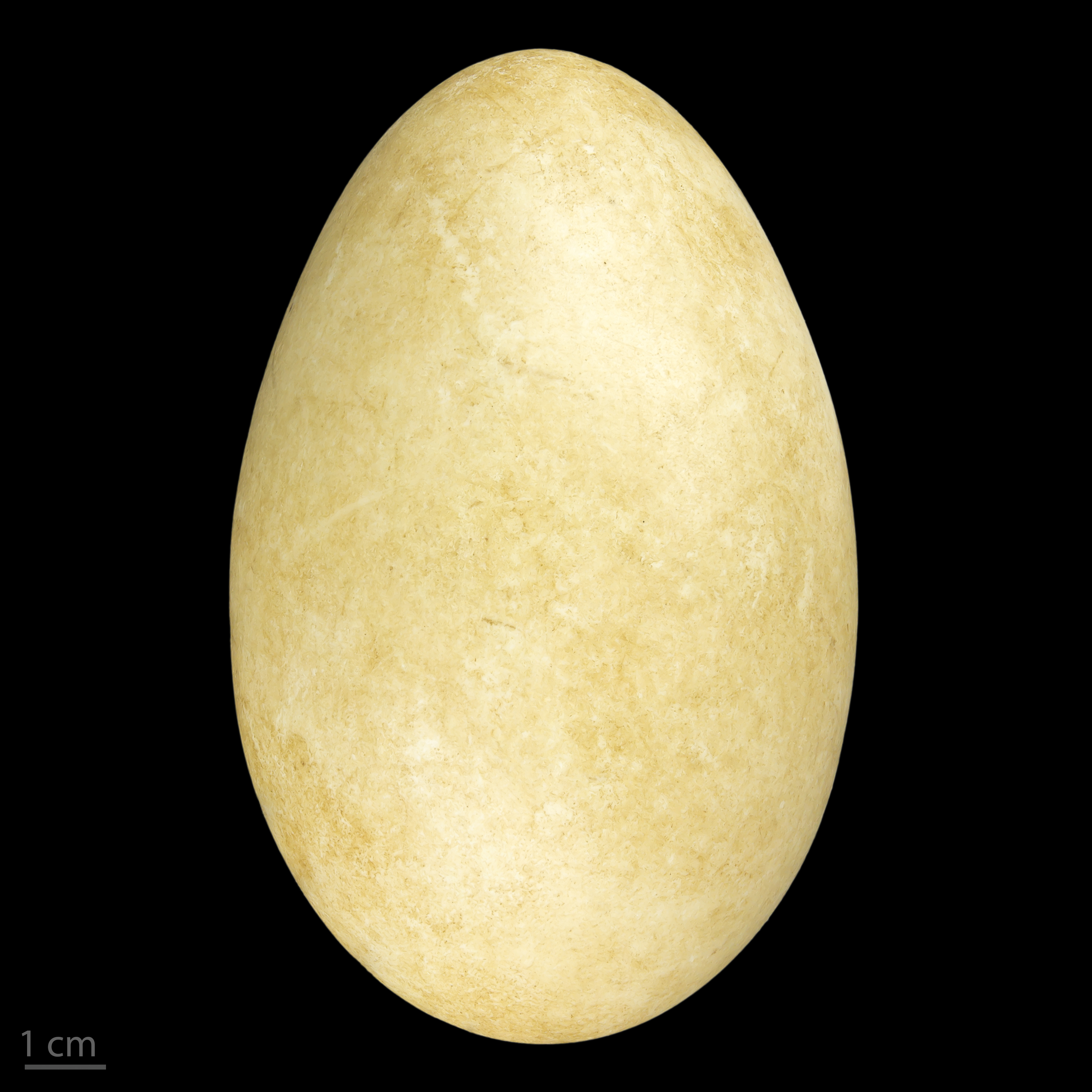
Cygnus cygnus

Thiên nga lớn (danh pháp khoa học: Cygnus cygnus) là một loài thiên nga thuộc họ Vịt. Loài này sinh sản ở Iceland và các vùng gần cực bắc châu Âu và châu Á, di cư sang châu Âu và châu Á ôn đới trong mùa đông. Nó có mối quan hệ chặt chẽ với loài thiên nga Bắc Mỹ thiên nga kèn.

## Miêu tả
Thiên nga lớn có bề ngoài rất giống với thiên nga Bewick. Tuy nhiên, nó lớn hơn, chiều dài 140–165 cm (55–65 in) và sải cánh 205–275 cm (81–108 in). Khối lượng thường là trong khoảng 7,4–14 kg (16–31 lb), với trung bình là 9,8–11,4 kg (22–25 lb) cho con trống và 8,2–9,2 kg (18–20 lb) cho con mái. Khối lượng kỷ lục được xác nhận là 15,5 kg (34 lb) cho một con đực từ Đan Mạch. Nó được xem là một trong các loài chim bay nặng nhất. Trong số đo tiêu chuẩn, dây cánh dài 56,2–63,5 cm (22,1–25,0 in), xương cổ chân dài 10,4–13 cm (4,1–5,1 in) và mỏ dài 9,2–11,6 cm (3,6–4,6 in).

## Ảnh hưởng
Thiên nga lớn được ngưỡng mộ ở châu Âu. Nó là quốc điểu của Phần Lan. Nó là một trong những loài mà Hiệp định về Bảo tồn chim nước di cư Phi-Á-Âu (AEWA) áp dụng.
Dịch lây lan toàn cầu H5N1 Vương quốc Anh vào tháng 4 năm 2006 tại dưới hình thức một con thiên nga lớn chết được tìm thấy trong Scotland.